# Yuanzhou, Guyuan
Yuanzhou är ett stadsdistrikt och säte för stadsfullmäktige i Guyuan i den autonoma regionen Ningxia i nordvästra Kina.